# Asheville-/Tacoma-Klasse
Die Ashville-/Tacoma-Klasse war eine Bauserie von Kriegsschiffen, die während des Zweiten Weltkriegs für die United States Navy gebaut wurden.
21 Einheiten wurden sofort per Lend-Lease an die Royal Navy abgegeben und dort als Colony-Klasse bezeichnet. 1945 wurden auf gleicher Basis 28 Schiffe der US Navy der Sowjetunion für den Krieg gegen Japan zur Verfügung gestellt, die sie bis Ende 1949 an die US Navy zurückgab.

Weitere 13 Staaten erhielten in der Nachkriegszeit Schiffe dieser Klasse.

## Technik und Geschichte
Die Schiffe waren von ihrer Größe her Korvetten, aber im amerikanischen Benennungsschema zählten sie zu den Patrouillen-Kanonenbooten.
Die Schiffe dieser beiden Klassen waren Abwandlungen der britischen Fregatten der River-Klasse. Anfangs als Geleit-Kanonenboot (PG = Patrol Gunboat) bezeichnet, kamen die Schiffe in Angleichung an die Bezeichnung der verbündeten Briten und Kanadier als Patrouillenfregatten (US-Navy-Kennung: PF = Patrol Frigate) in den Dienst der US Navy. Die US Navy erhielt 77 dieser Schiffe, die in den Jahren 1942 bis 1944 gebaut wurden. Sie dienten im Zweiten Weltkrieg als Geleitschutz für Konvois und wurden hauptsächlich zur U-Jagd, aber auch zur Flugabwehr eingesetzt.
Die Typschiffe dieser Klasse waren die Asheville, anfangs PG-101, die am 22. August 1942 bei Canadian Vickers in Montreal vom Stapel lief und am 1. Dezember 1942 in Dienst gestellt wurde und die Tacoma.

### Die beiden Schiffe derAsheville-Klasse
Bei der Werft in Kanada hatte die Royal Navy Ende 1941 zehn Schiffe der River-Klasse bestellt. Diese Bauaufträge wurden dann an die US Navy abgegeben, die beim Kriegsbeitritt einen erheblichen Mangel an Geleitfahrzeugen feststellte. Aber schon nach Abnahme der beiden ersten Schiffe (USS Asheville, USS Natchez) Ende 1942 hatte sie die Überzeugung, geeignete Fahrzeuge in ausreichender Zahl selbst herstellen zu können, so dass sie die anderen acht Neubauten über Lend Lease-Verträge an Großbritannien abgab. Abweichend von britischen Schwestern wurde die amerikanischen Schiffe mit 3-Zoll-Geschützen bewaffnet. 1946 wurden beide Schiffe außer Dienst gestellt. Die Asheville wurde schließlich nach Argentinien verkauft und dort ab 1948 als Fregatte Hércules (P 31) und dann von 1961 bis 1969 bei der Küstenwache als Juan B. Azopardo (GC 11) eingesetzt.

Das Schwesterschiff Natchez kam am 19. März 1948 an die Dominikanische Republik als Juan Pablo Duarte (F102); 1949 aufgelaufen, wurde das Schiff verkauft. es wurde als Privatyacht Moineau genutzt, aber schon 1959 abgebrochen. Auch die acht lend-lease-Abgaben an die Royal Navy, darunter die als Totalschaden eingestufte Cuckmere, wurden Anfang 1946 an die US Navy abgegeben; keines der Schiffe wurde wieder zu militärischen Zwecken genutzt.

siehe: Die in Kanada gebauten Fregatten der River-Klasse

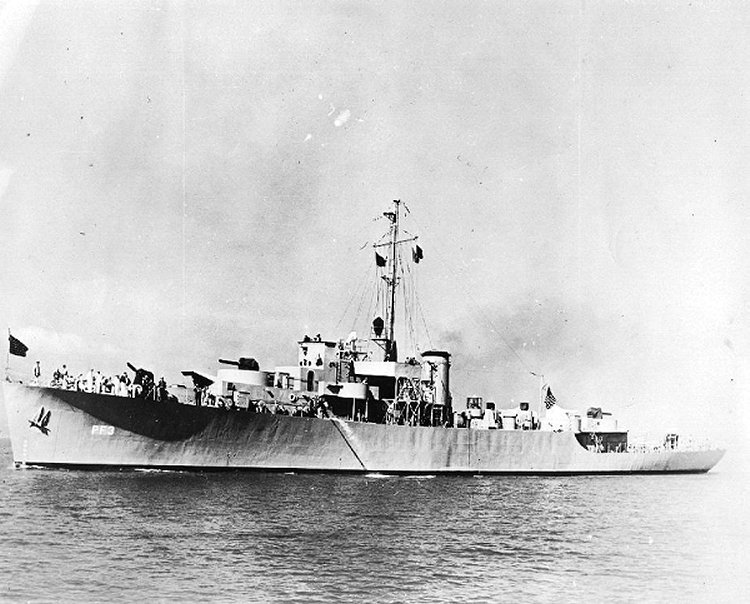
Die Tacoma (PF-3) im Oktober 1943

### DieTacoma-Klasse
Das Typschiff der 2. Halbklasse, Tacoma, lief am 7. Juli 1943 bei Permanente Metals Richmond Shipyard #4, in Richmond (Kalifornien), einer Werft von Henry John Kaiser, vom Stapel und wurde am 6. November 1943 in Dienst gestellt.
Die Schiffe der Ashville-/Tacoma-Klasse hatten Kolbenmaschinen als Antrieb, die zwei Propellerwellen antrieben. Die Schiffe bzw. deren Komponenten wurden in verschiedenen Fabriken vorgefertigt und dann in der Schiffswerft zusammengebaut. Die Schiffe erledigten vorrangig Aufgaben in der 2. Linie, da die US Navy in den USA nach militärischen Regeln gebaute Geleitzerstörer bevorzugte.
Noch während des Weltkrieges gaben die eine Vielzahl von Schiffen an die Sowjetunion ab, um diese zum Kampf gegen Japan zu gewinnen. Unter den zur Verfügung gestellten Schiffen befanden sich auch über 20 Fregatten der Tacoma-Klasse; bis 1949 gab die Sowjetunion die Fregatten bis auf einen Verlust an die US Navy zurück. Diese Schiffe verblieben in einer speziellen Einsatzreserve in Ostasien.
Nach dem Kriegsende gab die US Navy Schiffe der Klasse an befreundete Nationen weiter oder Marinen erwarben Schiffe auf anderen Wegen. Ab 1947 erfolgten Abgaben an Staaten in Mittel- und Südamerika. So gingen vier Fregatten an Mexiko, je drei an Argentinien, Kolumbien und Kuba, zwei an die Dominikanische Republik und je eine an Ecuador und Peru, wo sie bis in die 60er und 70er Jahre in Dienst blieben. In Europa nutzten Frankreich und die Niederlande Fregatten der Tacoma-Klasse als Flugsicherungsschiffe, Belgien nutzte eine Fregatte als Ausbildungsschiff von 1947 bis 1958. In Asien erhielten Südkorea fünf Fregatten ab 1950, Thailand zwei ab 1951 und Japan 16 ab 1953. Thailand stellte seine Schiffe als letzter militärischer Nutzer weltweit 2000 außer Dienst, während die beiden anderen Marinen ihre Schiffe bis 1972 aussonderten. 

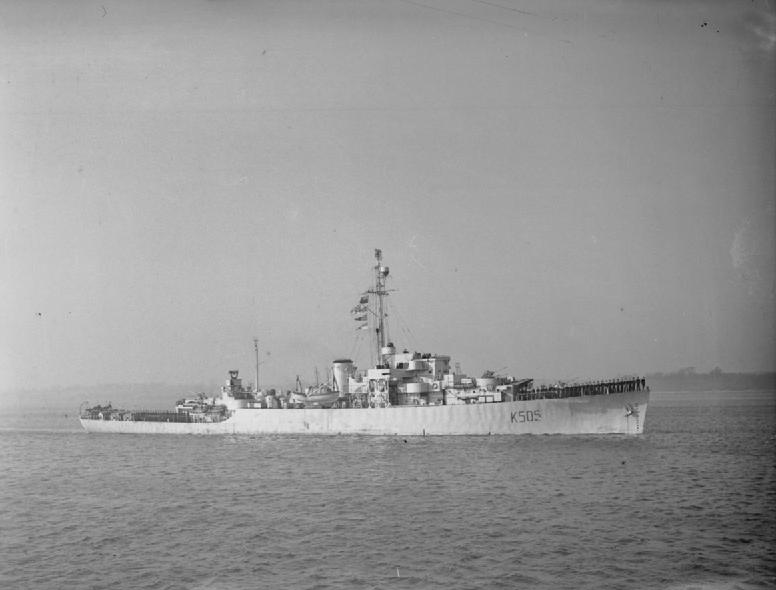
HMS Caicos 1945

Die von der Walsh-Kaiser Company in Providence gefertigten 21 Einheiten dieser Klasse (PF-72 bis PF-92) wurden direkt an die Royal Navy ausgeliefert und bildeten dort die Colony-Klasse. Nach Kriegsende wurden die Schiffe an die USA zurückgegeben. Anders als die Einheiten der US Navy wurde von diesen nur eine Einheit weiter genutzt: die HMS Caicos (K505) wurde nach Argentinien verkauft und dort als Fregatte Santísima Trinidad von der Marine genutzt. 1961 kam sie als Ausbildungsschiff und Küstenwachboot Comodoro Augusto Lasserre in den Dienst der argentinischen Küstenwache bis zu ihrer Aussonderung 1969.

## Rumpfnummern / Bauwerften
Nach den beiden Schiffen der Ashville-Klasse aus Canada entstanden in den USA noch 75 Schiffe der Tacoma-Klasse für die United States Navy. Die Schiffe wurden in Serie gebaut, wobei diese in Blöcken ausgeliefert wurden. Vier Aufträge wurden gestrichen.
Die bei Walsh-Kaiser Company in Providence gebauten 21 Einheiten dieser Klasse (PF-72 bis PF-92) wurden an die Royal Navy ausgeliefert und bildeten dort die Colony-Klasse, da sie Namen britischer Kronkolonien erhielten. Nach Kriegsende wurden auch diese Einheiten an die US Navy ab(zurück)gegeben.
| Von   |       | Bis    |       | Werft              | in                      |
| ----- | ----- | ------ | ----- | ------------------ | ----------------------- |
| PF- 3 | 11.43 | PF-14  | 5.44  | Kaiser             | Richmond (Kalifornien)  |
| PF-15 | 12.44 | PF-21  | 2.45  | American SB        | Cleveland (Ohio)        |
| PF-22 | 12.43 | PF-33  | 9.44  | William Butler     | Superior                |
| PF-34 | 9.43  | PF-51  | 4.44  | Consolidated Steel | Wilmington, Los Angeles |
| PF-52 | 3.44  | PF-55  | 9.44  | Froemming Bros.    | Milwaukee               |
| PF-56 | 10.44 | PF-63  | 12.44 | Globe              | Superior                |
| PF-64 | 4.44  | PF-71  | 11.44 | Leatham SB         | Superior                |
| PF-72 | 10.43 | PF-92  | 6.44  | Walsh-Kaiser       | Providence              |
| PF-93 | 1.45  | PF-94  | 1.45  | American SB        | Lorain, Ohio            |
| PF-99 | 11.44 | PF-102 | 2.45  | American SB        | Cleveland               |